# We Are the Void
We Are the Void er Dark Tranquillitys niende album, som blev udgivet 1. marts 2010.
Stilen, der er lagt for albummet, er blandet. Sangene på albummet er dels præget af det gamle Dark Tranquillity, men alligevel med en masse nyt. Mikael Stanne synger delvist rensang, det høres i "The Grandest Accusation", "Iridium" og "Her Silent Language".
Albummet er helt igennem melodisk dødsmetal, hvor især sangen "Her Silent Language" er melodisk præget.